# ساتورو موتشيزوكي
ساتورو موتشيزوكي (باليابانية: 望月 聡) (18 مايو 1964 في أوتسو في اليابان – )؛ هو لاعب كرة قدم ياباني سابق كان يلعب كلاعب وسط. سبق له أن لعب مع منتخب اليابان.

## وصلات خارجية
- ساتورو موتشيزوكي على موقع الاتحاد الدولي (مؤرشف)  (الإنجليزية)
- ساتورو موتشيزوكي على موقع رابطة كرة القدم اليابانية للمحترفين (اليابانية)
- ساتورو موتشيزوكي على موقع قاعدة بيانات كرة القدم.إي يو (الإنجليزية)
- ساتورو موتشيزوكي على موقع ناشيونال فوتبول تيمز (الإنجليزية)
- ساتورو موتشيزوكي على موقع عالم كرة القدم.نت (الإنجليزية)
- National Football Teams
- Japan National Football Team Database